# Echium brevirame
Echium brevirame is een overblijvende plant uit de ruwbladigenfamilie (Boraginaceae), die endemisch is op het Canarische eiland La Palma.
Het is een struikvormend slangenkruid, dat vrij veel voorkomt in het zuiden van het eiland.

## Naamgeving enetymologie
- Engels: La Palma White Bugloss
- Spaans: Tajinaste blanco, Arrebol

De naam Echium is afgeleid van het Oudgriekse woord ἔχις (echis) = adder of gifslang. Zie daarvoor het artikel over Echium. De soortaanduiding brevirame komt van het Latijnse 'brevis' (kort) en 'ramus' (tak).

## Kenmerken
Echium brevirame is een overblijvende plant, struikvormende plant met een meermaals vertakte stengel, tot 2,5 m hoog. De bladeren zijn lancetvormig, met een doornige punt, en staan in kransen ingeplant. De bloeiwijze is een kegelvormige tros met tientallen buisvormige, witte tot lichtpaarse bloemen.
Hij lijkt sterk op E. aculeatum, maar kan daarvan onderscheiden worden door de kelkblaadjes die veel korter zijn dan de kroonblaadjes, en de lobjes van de stijl die veel korter zijn.
De plant bloeit in de lente.

## Taxonomieenfylogenie
Echium brevirame is zeer nauw verwant aan de zustersoorten E. aculeatum en E. leucophaeum, beide van het buureiland Tenerife. Waarschijnlijk is hier sprake van adaptieve radiatie.

## Habitaten verspreiding
Echium brevirame is vrij algemeen op de droge en voedselarme vulkaanbodem in het zuiden van het Canarische eiland La Palma, van zeeniveau tot op 600 m hoogte.
... · 
E. aculeatum · 
E. brevirame · 
E. candicans · 
E. creticum · 
E. gentianoides · 
E. hypertropicum · 
E. nervosum · 
E. pininana · 
E. plantagineum · 
E. sabulicola · 
E. simplex · 
E. virescens · 
E. vulgare (Slangenkruid) · 
E. webbii · 
E. wildpretii · 
E. wildpretii subsp. trichosiphon · 
E. wildpretii subsp. wildpretii · 
...